# 김영배 (축구인)
김영배(1941년 1월 10일 ~ )는 대한민국의 전직 축구 선수이다. 선수 시절 1964년 하계 올림픽에 참가했다.